# المدينة السفلى (شرس)

تعديل مصدري - تعديل

المدينة السفلى هي إحدى قرى عزلة شرس الاعلى بمديرية شرس التابعة لمحافظة حجة، بلغ تعداد سكانها 246 نسمة حسب تعداد اليمن لعام 2004.